# Élections législatives de 1902 en Charente
Les élections législatives de 1902 ont eu lieu 27 avril et 11 mai 1902.

## Élus
|   | Circonscription | Député sortant             |  | Groupe parlementaire           | Député élu             |  | Groupe parlementaire       |
| - | --------------- | -------------------------- |  | ------------------------------ | ---------------------- |  | -------------------------- |
| 1 | 1re d'Angoulême | Edgard Laroche-Joubert     |  | Républicains indépendants      | Edgard Laroche-Joubert |  | Républicain nationaliste   |
| 2 | 2e d'Angoulême  | Auguste Mulac              |  | Union progressiste             | Auguste Mulac          |  | Gauche radicale            |
| 3 | Barbezieux      | Georges Géo-Gérald         |  | Union progressiste             | Georges Géo-Gérald     |  | Union démocratique         |
| 4 | Cognac          | Gustave Cunéo d'Ornano     |  | Groupe de la Défense nationale | Gustave Cunéo d'Ornano |  | Non-inscrit                |
| 5 | Confolens       | Antoine Babaud-Lacroze     |  | GRG                            | Antoine Babaud-Lacroze |  | Union démocratique         |
| 6 | Ruffec          | Pierre Limouzain-Laplanche |  | Gauche démocratique            | Félix Marot            |  | Républicains progressistes |

## Résultats à l'échelle du département
| Partis         | Partis                                   | Premier tour | Premier tour | Deuxième tour | Deuxième tour | Sièges |
| Partis         | Partis                                   | Voix         | %            | Voix          | %             | Sièges |
| -------------- | ---------------------------------------- | ------------ | ------------ | ------------- | ------------- | ------ |
|                | Républicain progressiste ministériel     | 47 034       | 51,02        | 9 398         | 59,44         | 3      |
|                | Action libérale                          | 15 653       | 16,98        | 6 412         | 40,56         | 0      |
|                | Républicain progressiste antiministériel | 10 752       | 11,66        |               |               | 1      |
|                | Nationalistes                            | 8 537        | 9,26         | 1             |               |        |
|                | Conservateurs                            | 8 445        | 9,16         | 1             |               |        |
|                | Parti ouvrier français                   | 1 770        | 1,92         | Retrait       | Retrait       | 0      |
|                |                                          |              |              |               |               |        |
| Inscrits       | Inscrits                                 | 112 915      | 100,00       | 20 973        | 100,00        | 6      |
| Votants        | Votants                                  | 93 092       | 82,44        | 15 982        | 76,20         |        |
| Abstentions    | Abstentions                              | 19 823       | 17,56        | 4 991         | 23,80         |        |
| Blancs et nuls | Blancs et nuls                           | 901          | 0,97         | 172           | 1,08          |        |
| Exprimés       | Exprimés                                 | 92 191       | 99,03        | 15 810        | 98,92         |        |

## Résultats par arrondissement

### Arrondissement d'Angoulême

#### 1ère circonscription
| Candidat       | Candidat               | Parti                                | Premier tour | Premier tour |
| Candidat       | Candidat               | Parti                                | Voix         | %            |
| -------------- | ---------------------- | ------------------------------------ | ------------ | ------------ |
|                | Edgard Laroche-Joubert | Nationaliste                         | 8 537        | 53,48        |
|                | Paul Mairat            | Républicain progressiste ministériel | 7 427        | 46,52        |
|                |                        |                                      |              |              |
| Inscrits       | Inscrits               | Inscrits                             | 19 774       | 100,00       |
| Votants        | Votants                | Votants                              | 16 136       | 81,60        |
| Abstention     | Abstention             | Abstention                           | 3 638        | 18,40        |
| Blancs et nuls | Blancs et nuls         | Blancs et nuls                       | 172          | 1,07         |
| Exprimés       | Exprimés               | Exprimés                             | 15 964       | 98,93        |

#### 2ecirconscription
| Candidat       | Candidat         | Parti                                | Premier tour | Premier tour | Deuxième tour | Deuxième tour |
| Candidat       | Candidat         | Parti                                | Voix         | %            | Voix          | %             |
| -------------- | ---------------- | ------------------------------------ | ------------ | ------------ | ------------- | ------------- |
|                | Auguste Mulac    | Républicain progressiste ministériel | 8 025        | 49,30        | 9 398         | 59,44         |
|                | Bouniceau-Gesmon | AL                                   | 6 483        | 39,83        | 6 412         | 40,56         |
|                | Moulinier        | POF                                  | 1 770        | 10,87        | Retrait       | Retrait       |
|                |                  |                                      |              |              |               |               |
| Inscrits       | Inscrits         | Inscrits                             | 21 001       | 100,00       | 20 973        | 100,00        |
| Votants        | Votants          | Votants                              | 16 479       | 78,47        | 15 982        | 76,20         |
| Abstention     | Abstention       | Abstention                           | 4 522        | 21,53        | 4 991         | 23,80         |
| Blancs et nuls | Blancs et nuls   | Blancs et nuls                       | 201          | 1,22         | 172           | 1,08          |
| Exprimés       | Exprimés         | Exprimés                             | 16 278       | 98,78        | 15 810        | 98,92         |

### Arrondissement de Barbezieux
| Candidat       | Candidat           | Parti                                | Premier tour | Premier tour |
| Candidat       | Candidat           | Parti                                | Voix         | %            |
| -------------- | ------------------ | ------------------------------------ | ------------ | ------------ |
|                | Georges Géo-Gérald | Républicain progressiste ministériel | 6 401        | 51,46        |
|                | Lajeunie           | AL                                   | 6 037        | 48,54        |
|                |                    |                                      |              |              |
| Inscrits       | Inscrits           | Inscrits                             | 14 459       | 100,00       |
| Votants        | Votants            | Votants                              | 12 541       | 86,73        |
| Abstention     | Abstention         | Abstention                           | 1 918        | 13,27        |
| Blancs et nuls | Blancs et nuls     | Blancs et nuls                       | 103          | 0,82         |
| Exprimés       | Exprimés           | Exprimés                             | 12 438       | 99,18        |

### Arrondissement de Cognac
| Candidat       | Candidat               | Parti                                | Premier tour | Premier tour |
| Candidat       | Candidat               | Parti                                | Voix         | %            |
| -------------- | ---------------------- | ------------------------------------ | ------------ | ------------ |
|                | Gustave Cuneo d'Ornano | Conservateur                         | 8 445        | 50,48        |
|                | Brisson                | Républicain progressiste ministériel | 8 283        | 49,52        |
|                |                        |                                      |              |              |
| Inscrits       | Inscrits               | Inscrits                             | 20 713       | 100,00       |
| Votants        | Votants                | Votants                              | 16 899       | 81,59        |
| Abstention     | Abstention             | Abstention                           | 3 814        | 18,41        |
| Blancs et nuls | Blancs et nuls         | Blancs et nuls                       | 171          | 2,01         |
| Exprimés       | Exprimés               | Exprimés                             | 16 728       | 98,99        |

### Arrondissement de Confolens
| Candidat       | Candidat               | Parti                                    | Premier tour | Premier tour |
| Candidat       | Candidat               | Parti                                    | Voix         | %            |
| -------------- | ---------------------- | ---------------------------------------- | ------------ | ------------ |
|                | Antoine Babaud-Lacroze | Républicain progressiste ministériel     | 10 421       | 59,80        |
|                | Corderoy               | Républicain progressiste antiministériel | 3 872        | 22,22        |
|                | Maze-Sencier           | AL                                       | 3 133        | 17,98        |
|                |                        |                                          |              |              |
| Inscrits       | Inscrits               | Inscrits                                 | 20 911       | 100,00       |
| Votants        | Votants                | Votants                                  | 17 504       | 83,71        |
| Abstention     | Abstention             | Abstention                               | 3 407        | 16,29        |
| Blancs et nuls | Blancs et nuls         | Blancs et nuls                           | 78           | 0,45         |
| Exprimés       | Exprimés               | Exprimés                                 | 17 426       | 99,55        |

### Arrondissement de Ruffec
| Candidat       | Candidat                   | Parti                                    | Premier tour | Premier tour |
| Candidat       | Candidat                   | Parti                                    | Voix         | %            |
| -------------- | -------------------------- | ---------------------------------------- | ------------ | ------------ |
|                | Félix Marot                | Républicain progressiste antiministériel | 6 880        | 51,51        |
|                | Pierre Limouzain-Laplanche | Républicain progressiste ministériel     | 6 477        | 48,49        |
|                |                            |                                          |              |              |
| Inscrits       | Inscrits                   | Inscrits                                 | 16 057       | 100,00       |
| Votants        | Votants                    | Votants                                  | 13 533       | 84,28        |
| Abstention     | Abstention                 | Abstention                               | 2 524        | 15,72        |
| Blancs et nuls | Blancs et nuls             | Blancs et nuls                           | 176          | 1,30         |
| Exprimés       | Exprimés                   | Exprimés                                 | 13 357       | 98,70        |